# Саєнко Іван Іванович (учитель)
Іва́н Іва́нович Сає́нко — заслужений вчитель УРСР, колишній директор Вовчицької восьмирічної школи, засновник Вовчицького народного історико-краєзнавчого музею.

## Дитинство і юність
Народився 2 лютого 1916 року в селі Пізниках Чорнухинського району Полтавської області в родині бідних селян — Івана Івановича та Євдокії Данилівни Саєнків. В 1924 році почав навчатися в початковій школі, де провчився 4 роки. У 1927 році родина Саєнків переїхала до сусіднього хутора Нова Діброва. В 1930—1933 рр. Іван Саєнко навчався в сільськогосподарському технікумі. Після того, як здобув професію агронома, його направили у радгосп. Вдень працював у полі, а вечорами йшов у лікнеп (школи по ліквідації неписьменності).

## Педагогічна діяльність
З серпня 1933 року по серпень 1934 року працював учителем другого класу в Пізницькій неповній середній школі. З 1934 р. по 1937 р. Іван Іванович навчався в Лубенському учительському інституті на географічному відділі. Паралельно, з 1 вересня 1935 року по 15 серпня 1936 року, І. І. Саєнко працював учителем географії та співів у Хейлівській семирічній школі, очолював співочий гурток.
25 серпня 1941 року брав участь у переході кордону Ірану, згодом потрапив на Кавказ, а 23 грудня 1941 року в бою під Ростовом був поранений. Отримавши контузію, лікувався у шпиталі сім місяців. Для остаточного оздоровлення був направлений до Киргизії. З 1 вересня 1942 року став викладати географію, природознавство та мінералогію у Сосновській середній школі № 3 Фрунзенської області Киргизької РСР. З 1 вересня 1944 року по 1 січня 1948 року працював у Хейлівській семирічній школі на посаді вчителя географії та історії в 5-7 класах.
З 1949 року викладав географію у Вовчицькій школі Лубенського району Полтавської області. Саме працюючи вчителем географії, він створив краєзнавчий гурток. Краєзнавці читали географічну літературу, випускали стінгазети, організовували вечори запитань і відповідей, вікторини і конкурси тощо. Важливим результатом роботи гуртка була копія макета географічного майданчика (зменшена у 20 разів), експонована на обласній педагогічній виставці в м. Полтава в 1955 році. Макет виготовили учні Вовчицької школи під керівництвом Саєнка І. І.
В 1956 році Іван Саєнко закінчив Київський державний педагогічний інститут ім. Горького. З 1962 року він працював директором Вовчицької восьмирічної школи. В 1966 році вступив в ряди КПРС.
У 1967 році будівництво нового приміщення школи завершилося. З ініціативи Івана Івановича було організовано зустрічі з дружиною та двома доньками Героя Радянського Союзу Василя Федоровича Мицика. Ще задовго до відкриття нової будівлі Іван Іванович почав клопотання щодо присвоєння школі імені Василя Федоровича. В 1968 році Вовчицькій школі присвоєно ім'я земляка і Героя Радянського Союзу.
1976 року І. І. Саєнко завершив педагогічну діяльність.

## Музейна справа
З 1949 року при Вовчицькій семирічній школі було створено краєзнавчий гурток. Учні почали проводити змістовну дослідницьку роботу, вивчати історію рідного краю.
У 1950 році під музей було відведено невеличку кімнатку при школі, куди перенесли всі експонати. Своїми силами учні школи зробили ремонт, виготовили вітрини. Так виник шкільний музей.
У 1968 році Вовчицькому історико-краєзнавчому музею було присвоєно звання «народного».
Разом із колишнім головою колгоспу М. Г. Калениченком Іван Іванович вирішив розпочати будівництво нового приміщення під музей. У серпні 1980 року розпочалися будівельні роботи. М. Г. Калиниченко згадує:
|  | Коли я приїхав у Вовчик, то вивчав місцеву історію, звичаї, родоводи сімей у музеї і з розповідей Івана Івановича. Дуже наука знадобилася. А як почали їздити туристи із різних країн Європи, дивилися на музей, як на якусь диковинку! Скільки відвідувачів було, не перекажеш. Наш музей завдяки невтомній праці Саєнка став дійсно справжнім осередком духовності. Тож обома руками вирішив підтримати завідувача музею щодо будівництва нового приміщення. Правління колгоспу виділило понад 300000 крб. У серпні 1980 року розпочали будівельні роботи. |

Чотири роки знадобилося будівельникам для зведення двоповерхової будівлі музею загальною площею 720 м2. Фонди музею на той час налічували понад 10 тисяч експонатів, які розмістили у дев'яти просторих кімнатах на другому поверсі.

## Кіностудія «Колос»
Крім музейної справи, І. І. Саєнко займався кінозйомкою. За підтримки керівництва колгоспу, було створено аматорську кіностудію, яку назвали «Колос» (оскільки основними сюжетами стали колгоспні будні, герої ланів, ферми).
У 1980 р. була відзнята кінострічка «Олімпійський вогонь на Лубенщині», яку нагороджено дипломом ІІІ ступеня у грудні на республіканському огляді аматорських фільмів. 1983 року в м. Рівне відбувся Республіканський конкурс любительських стрічок. Фільм Вовчицької народної кіностудії «Колос» «Дзвенять струни бандури» був удостоєний диплома ІІ ступеня та спеціального призу республіканського конкурсу любительських фільмів, а також відзначений почесною грамотою Рівненської обласної організації Українського товариства охорони пам'яток історії та культури. Даний кінофільм був нагороджений дипломом на міжнародному фестивалі у Болгарії.

## Особисте життя
9 травня 1945 року Іван Саєнко одружився з Євдокією Яківною Шостак. У лютому 1947 року у подружжя народилася донька Надія.
Помер Іван Іванович Саєнко 28 лютого 2003 року. Похований у селі Вовчик Лубенського району.